# Gymnopternus
Gymnopternus är ett släkte av tvåvingar. Gymnopternus ingår i familjen styltflugor.

## Bildgalleri

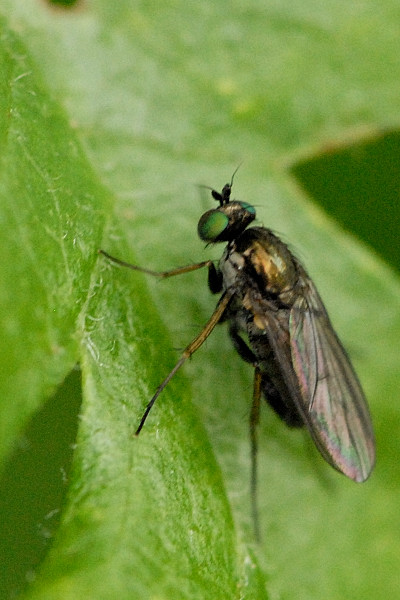

## Dottertaxa tillGymnopternus, i alfabetisk ordning[1][2]
- Gymnopternus aerosus
- Gymnopternus albiceps
- Gymnopternus aldrichi
- Gymnopternus anarmostus
- Gymnopternus angustifrons
- Gymnopternus annulatus
- Gymnopternus annulipes
- Gymnopternus anomalocerus
- Gymnopternus assimilis
- Gymnopternus barbatulus
- Gymnopternus blankaartensis
- Gymnopternus brevicornis
- Gymnopternus brevipes
- Gymnopternus brunneifacies
- Gymnopternus californicus
- Gymnopternus campsicnemoides
- Gymnopternus celer
- Gymnopternus chalybeus
- Gymnopternus consanguineus
- Gymnopternus constrictus
- Gymnopternus coxalis
- Gymnopternus crassicauda
- Gymnopternus cumberlandensis
- Gymnopternus cuneicornis
- Gymnopternus cupreus
- Gymnopternus currani
- Gymnopternus debilis
- Gymnopternus despicatus
- Gymnopternus flavitarsis
- Gymnopternus flaviventris
- Gymnopternus flavus
- Gymnopternus floridensis
- Gymnopternus frequens
- Gymnopternus helveticus
- Gymnopternus humilis
- Gymnopternus hybridus
- Gymnopternus laevigatus
- Gymnopternus laffooni
- Gymnopternus lividifrons
- Gymnopternus lunifer
- Gymnopternus maculiventris
- Gymnopternus meniscoides
- Gymnopternus meniscus
- Gymnopternus metallicus
- Gymnopternus metatarsalis
- Gymnopternus minutus
- Gymnopternus mirificus
- Gymnopternus nigribarbus
- Gymnopternus nigricomus
- Gymnopternus nigricoxa
- Gymnopternus obscurus
- Gymnopternus obtusicauda
- Gymnopternus ohioensis
- Gymnopternus opacus
- Gymnopternus ovaticornis
- Gymnopternus pallidiciliatus
- Gymnopternus parvicornis
- Gymnopternus politus
- Gymnopternus propriofacies
- Gymnopternus pseudodebilis
- Gymnopternus pugnaceus
- Gymnopternus purpuratus
- Gymnopternus pusillus
- Gymnopternus robustus
- Gymnopternus ruficornis
- Gymnopternus scotias
- Gymnopternus sharpi
- Gymnopternus singularis
- Gymnopternus spectabilis
- Gymnopternus subdilatatus
- Gymnopternus subulatus
- Gymnopternus tennesseensis
- Gymnopternus tenuicauda
- Gymnopternus tibialis
- Gymnopternus tristis
- Gymnopternus vanduzeei
- Gymnopternus weemsi
- Gymnopternus ventralis
- Gymnopternus vernaculus
- Gymnopternus vetitus
- Gymnopternus violaceus
- Gymnopternus vockerothi